# 波蘭人口
根據波蘭中央統計局的估計，2024年時，波蘭總人口為37,636,508人，人口密度為每平方公里120人。波蘭是世界人口第38多的國家，也是歐洲人口第9多的國家，波蘭人口佔歐洲人口的5.4%。59.6%的波蘭人生活在城市地區。21世紀以來，波蘭人口的變化幅度小，增長率只有0.08%，並且人口開始於2011年後持續減少。波蘭是一個民族結構非常單一的國家，96.7%的人口都是波蘭人。波蘭人口迅速高齡化。波蘭的總和出生率只有1.31，是東歐國家中最低水準的國家之一。